# Maximiliano Alanís
Walter Maximiliano Alanís (Ranchillos y San Miguel, provincia de Tucumán, 15 de julio de 2003) es un futbolista argentino. Juega de delantero y su equipo actual es Quilmes, de la Primera Nacional, a préstamo de Atlético Tucumán.

## Carrera

### Atlético Tucumán
Luego de realizar todas sus divisiones inferiores en Atlético Tucumán, Alanís firmó su primer contrato profesional con el club en octubre de 2022, firmado hasta diciembre de 2025.
El 12 de mayo de 2023 debutó como profesional en la derrota por 1-2 ante Argentinos Juniors. Alanís ingresó a los 44 minutos del segundo tiempo por Nicolás Romero.

### Quilmes
En enero de 2024, el juvenil tucumano sería prestado a Quilmes, equipo de la Primera Nacional, por un año con opción de compra.

## Estadísticas

### Clubes
| Atlético Tucumán Argentina | 1.ª                 | 2023                | 1 | 0 | 0 | 0 | - | - | 1 | 0 | 0 |
| Atlético Tucumán Argentina | Total club          | Total club          | 1 | 0 | 0 | 0 | - | - | 1 | 0 | 0 |
| Quilmes Argentina | 2.ª                 | 2024                | 7 | 0 | 0 | 0 | - | - | 7 | 0 | 0 |
| Quilmes Argentina | Total club          | Total club          | 7 | 0 | 0 | 0 | - | - | 7 | 0 | 0 |
| Total en su carrera | Total en su carrera | Total en su carrera | 8 | 0 | 0 | 0 | - | - | 8 | 0 | 0 |
| (1) Las copas nacionales se refiere a la Copa Argentina y a la Copa de la Liga Profesional. (2) Las copas internacionales se refiere a la Copa Libertadores y a la Copa Sudamericana. (3) Media de goles por encuentro. No incluye goles en partidos amistosos. |                     |                     |   |   |   |   |   |   |   |   |   |